# Izvoru (Valea Lungă), Dâmbovița
Izvoru (în trecut, Strâmbu) este un sat în comuna Valea Lungă din județul Dâmbovița, Muntenia, România.